# Jesús Vivanco
Jesús Vivanco Sánchez, nacido en Ferrol es un periodista, productor y locutor radiofónico español.
Ingeniero Técnico Naval, licenciado en Derecho y en Periodismo, comenzó en Radio 3, de Radio Nacional de España en 1979, coincidiendo con la fundación de la emisora pública, donde se encargó de la producción y redacción de informativos con un formato especialmente creativo dirigido a la audiencia más joven y progresista. En 1994 fue elegido como primer director de Radio 5 todo noticias, en el ámbito de RNE. Relevado de cargos directivos, dedicó su trabajo al estudio de la historia de la radio en España. Es hermano del actor Fernando Vivanco.

## Obra
- Guerra Civil y Radio Nacional: Salamanca 1936-1938, 2006, Instituto Oficial de Radio y Televisión. ISBN 978-848878863
- 50 de RNE en Barcelona .[5]
- Canción triste de Radio 3. Archivo de Radio Nacional de España. LARlibros 2022. ISBN 9788412418170